# Coenagriocnemis reuniensis
Coenagriocnemis reuniensis – gatunek ważki z rodziny łątkowatych (Coenagrionidae). Występuje endemicznie na wyspie Reunion.